# Pelican Bay State Prison
Pelican Bay State Prison är ett delstatligt fängelse för manliga intagna och är belägen i Del Norte County i Kalifornien i USA, en bit norr om staden Crescent City. Den är en av fem högriskfängelser i Kalifornien, varav två är federala (BOP). Pelican Bay är dock den enda av de delstatliga som är speciellt byggd för att vara just ett högriskfängelse. Fängelset förvarar intagna som anses vara våldsamma och farliga samt gängledare. Pelican Bay har en kapacitet på att förvara 2 380 intagna men för den 20 april 2022 förvarade anstalten 1 840 intagna.
Fängelset invigdes 1989 och fick sitt namn från bukten Pelican Bay, som ligger en bit bort från anläggningen. Fängelset byggdes på grund av ett upplopp på fängelset San Quentin den 21 augusti 1971, där intagna tog över en av avdelningarna för dödsdömda. Kaliforniens delstatsregering ansåg då att det behövdes ett fängelse där man kunde isolera riskintagna mer på ett permanent basis. Anläggningen kostade 200 miljoner amerikanska dollar att uppföra och den sittande guvernören George Deukmejian (R) försvarade bygget med att det skulle bland annat stärka upp lag och ordning i delstatens fängelsesystem.
Personer som varit intagna på Pelican Bay är bland andra Charles Manson och Sanyika Shakur.